# Seh Tappeh
Seh Tappeh (persiska: سه تپّه) är en ort i Iran.   Den ligger i provinsen Kermanshah, i den västra delen av landet, 500 km väster om huvudstaden Teheran. Seh Tappeh ligger 1 336 meter över havet och antalet invånare är 126.
Terrängen runt Seh Tappeh är platt åt nordväst, men åt sydost är den kuperad.Runt Seh Tappeh är det ganska tätbefolkat, med 185 invånare per kvadratkilometer. Närmaste större samhälle är Kūzarān-e Sanjābī, 12,1 km nordväst om Seh Tappeh. Trakten runt Seh Tappeh består till största delen av jordbruksmark.